# 2014 QL441
2014 QL441, também escrito como 2014 QL441, é um objeto transnetuniano que está localizado no Cinturão de Kuiper, uma região do Sistema Solar. Ele possui uma magnitude absoluta de 6,5 e tem um diâmetro estimado com 221 quilômetros. O astrônomo Mike Brown liste este corpo celeste em sua página na internet como um candidato a possível planeta anão.

## Descoberta
2014 QL441 foi descoberto no dia 18 de agosto de 2014 pelo The Dark Energy Survey.

## Órbita
A órbita de 2014 QL441 tem uma excentricidade de 0,276 e possui um semieixo maior de 49,190 UA. O seu periélio leva o mesmo a uma distância de 35,637 UA em relação ao Sol e seu afélio a 62,744 UA.